# 短吻南美南極魚
短吻南美南極魚（P. tessellata）為輻鰭魚綱鱸形目南極魚亞目南極魚科的其中一種，分布於南美洲巴塔哥尼亞海域，體長可達28公分，為底棲性魚類，屬肉食性，生活習性不明。

## 擴展閱讀
維基物種上的相關：短吻南美南極魚